# Ettore Ghislanzoni
Ettore Ghislanzoni (geboren 3. Juli 1873 in Padua; gestorben 25. Juni 1964 in Rom) war ein italienischer Klassischer Archäologe und Prähistoriker.

## Leben
Ghislanzoni studierte in Rom Philologie und schloss sein Studium mit der Laurea 1897 vermutlich mit einer Arbeit über die Epigramme von Asklepiades von Samos ab, die zwei Jahre später veröffentlicht wurde. Von 1902 bis mindestens 1907 arbeitete er als Vizesekretär im Museo Nazionale Romano und war als solcher seit 1904 im Staatsdienst fest angestellt. 1905 fand er Aufnahme in der königlichen Schule für Archäologie und begann eine Ausbildung als Archäologe. 1906 gehörte er zu den ersten Mitgliedern der Società Italiana d’Archeologia e Storia dell’Arte.
Anfang der 1910er Jahre war er zunächst bei Grabungen in Rom und in der Region Latium tätig. Dabei fertigte er unter anderem einen detaillierten Bericht über die Grabungen in den Caracalla-Thermen an. Einige Autoren schreiben ihm auch die Entdeckung des Mithräums im Untergewölbe der Caracalla-Thermen zu.

### Libyenaufenthalt
1913 wurde ihm die Soprintendenza der Cyrenaika in Libyen anvertraut. Er reihte sich damit in eine Reihe renommierter italienischer Archäologen ein, die ab 1910 in der Cyrenaika und in Tripolitanien tätig waren, darunter Federico Halbherr und dessen Mitarbeiter und Salvatore Aurigemma. Ghislanzoni sollte ursprünglich Aurigemma als Inspektor der Antikenverwaltung ablösen, erhielt aber bei seiner Ankunft in Tripolis am 13. März 1913 den Auftrag, weiter nach Bengasi zu reisen, um dort die Soprintendenza zu übernehmen. Aus seinen Notizbucheinträgen geht hervor, dass er den neuen Auftrag nur ungern annahm. Ghislanzoni sah sich nicht als Kenner griechischer Altertümer, für die die Cyrenaika bekannt war, im Gegensatz zum römisch geprägten Tripolitanien, für das er eigentlich bestimmt gewesen war. Er stimmte schließlich dennoch zu, da ihm versprochen worden war, dass es sich nur um eine auf sechs Monate befristete Aufgabe handle und er danach von Aurigemma abgelöst werde, was jedoch nie geschah.
Am 20. Mai 1913 langte er in der Ausgrabungsstätte Kyrene nordöstlich von Bengasi an. Unter erheblichen Schwierigkeiten nahm er dort seine Tätigkeit auf. In den ersten vier Wochen fand er keinen geeigneteren Schlafplatz als einen mit Stroh gefüllten Sarkophag in einer Grabkammer der Nekropole von Kyrene. Trotz dieses mit Problemen belasteten Beginns in Kyrene blieb Ghislanzoni schließlich fast elf Jahre dort und leistete einen bedeutenden Beitrag bei den Grabungen. Unter seiner Leitung wurden der Tempel des Apollon, die Thermen, Teile der Agora sowie weitere kleinere Gebäude freigelegt. Er war auch anwesend, als während eines heftigen Gewitters Ende Dezember 1913 die Venus von Kyrene entdeckt wurde, eine Kopie der Aphrodite von Knidos, deren sensationeller Fund Mittel für weitere Grabungen ermöglichte. Neben seinen Grabungen unternahm er auch einige Erkundungsreisen in der Cyrenaika und folgte dabei den Spuren des Arztes und Forschungsreisenden Paolo della Cella und Federico Halbherrs.
Nach Ausbruch des Zweiten Italienisch-Libyschen Krieges im Januar 1922 war es Ghislanzoni, der sich für den Schutz der Ausgrabungsstätte einsetzte, wofür er Ende 1922 mit der Erinnerungsmedaille an den Libyschen Krieg ausgezeichnet wurde. Ende 1922 war es auch, als er – nach dem Tod des Gouverneurs und der neuen politischen Lage in Rom – den politischen Rückhalt für seine Tätigkeit in Kyrene verlor. Im Dezember 1923 wurde er von Gaspare Oliverio, der seine Arbeit vorher kritisiert hatte, als Soprintendente abgelöst. Bei der Entscheidung spielte auch ein abwertendes Urteil von Carlo Anti über Ghislanzoni ein gewichtiges Wort mit. Auch später kam es mit dem Faschisten Anti immer wieder zu Spannungen, die wohl eher politischer als beruflicher Natur waren.

### Soprintendente in Padua und Ancona
Im Februar 1924 kehrte er schließlich nach Rom zurück. Nach einer kurzen Übergangszeit in Rom und Palermo gelangte er im Spätherbst 1924 nach Padua und übernahm dort die Soprintendenza für Antikenverwaltung der beiden Regionen Venetien und Venetia-Tridentina, der heutigen Region Trentino-Südtirol. Eifrig ging er die neue Aufgabe an und weitete seine Interessen auch auf die vorrömische Zeit aus. So leitete er beispielsweise die ersten Grabungen der prähistorischen Pfahlbauten am Ledrosee, in Sanzeno oder am Gräberfeld Stadlhof südlich von Bozen. Trotzdem ging er bis mindestens 1926 seinen Studien und Recherchen in Libyen weiter nach und hielt sich in dieser Zeit mehrmals in seiner Freizeit in der Cyrenaika auf. 1927 wurde sein Verantwortungsbereich auf die Lombardei ausgedehnt, was zu einem Konflikt mit der von Alda Levi geleiteten Nebenstelle der Soprintendenza in Mailand führte. Zum Streitpunkt zwischen beiden wurde vor allem die immer wieder diskutierte selbstständige Arbeit der Nebenstelle in Mailand. Trotz der ausgezeichneten Leitung von Alda Levi ließ es sich Ghislanzoni nicht nehmen, eine Reihe von Projekten in der Lombardei selbst in die Hand zu nehmen, darunter die Restaurierung der römischen Villa in Desenzano. Die Konservierung und Restaurierung von Artefakten waren einer seiner Schwerpunkte in dieser Zeit, denen er ganz besonders nachging.
Ende April 1934 wurde Ghislanzoni zur Soprintendenza nach Ancona in den Marken versetzt, wo er die Nachfolge von Pirro Marconi antrat. Dort war er nur bis Oktober 1935 tätig. Erneut wurde er in seiner Arbeit von einem in der Soprintendenza angestellten Mitarbeiter und Angehörigen der faschistischen Miliz kritisiert und es wurden ihm angebliche Unregelmäßigkeiten vorgeworfen. Ein Vorwurf, der sich in der Folge als haltlos erwies, der aber dafür sorgte, dass Ghislanzoni als Soprintendente suspendiert wurde. Auch die Anzeige und die 1939 erfolgte Verurteilung des Mitarbeiters führten nicht zur Aufhebung seiner Suspendierung. Erst 1946 nach Ende des Zweiten Weltkrieges wurde der mittlerweile 73-Jährige wieder mit einer nicht näher bekannten Aufgabe betraut. Von seiner Suspendierung an weilte Ghislanzoni in Rom und widmete sich dem Schreiben. Es entstanden eine ganze Reihe von Arbeiten über seine Grabungen und Tätigkeiten in den 1920er und 1930er Jahren, wobei er nach so langer Zeit teilweise Mühe hatte, die Fakten zu rekonstruieren.
Ghislanzoni verstarb 1964 in Rom, kurz nachdem er seinen Bericht über die römische Villa in Desenzano abgeschlossen hatte, der erst postum veröffentlicht wurde.

## Schriften (Auswahl)
- Il rilievo gladiatorio di Chieti. Tipografia della R. Accademia dei Lincei, Rom 1910.
- Gli scavi delle terme di Caracalla fatti a cura della Commissione reale per la zona monumentale nel 1912. Tipografia della R. Accademia dei Lincei, Rom 1913.
- Notizie archeologiche sulla Cirenaica. Notiziario Archeologico del Ministero delle Colonie, Rom 1915.
- Gli scavi delle terme romane a Cirene. Alfieri, Rom 1916.
- Il sepolcreto di Vadena (Bolzano). G. Bardi, Rom 1940.
- Note sulla struttura della palafitta di Ledro e di altre stazioni lacustri dell’Italia: memoria di Ettore Ghislanzoni letta nell’adunanza del 21 Ottobre 1954. Hoepli, Mailand 1955.
- La villa romana di Desenzano. Fondazione G. Treccani degli Alfieri, Mailand 1965 (postum).